# Warkworth (Nowa Zelandia)
Warkworth – miasto w Nowej Zelandii. Położone w północno-zachodniej części Wyspy Północnej, w regionie Auckland, 3624 mieszkańców. (dane szacunkowe – styczeń 2010).